# Дети революции (фильм, 1996)
«Дети революции» (англ. Children of the Revolution) — австралийский кинофильм.

## Сюжет
Австралия, 1949 год. Милая и очаровательная женщина Джоан Фрейзер (Джуди Дэвис) фанатически воодушевлена коммунистическими идеями и решает отдать своё сердце революции на Зелёном континенте.
Но континент и его жители решительно не хотят революции и довольствуются размеренной капиталистической жизнью. Джоан вынуждена обратиться за поддержкой к самому Сталину. Из килограммов писем «Красный монарх» выбирает её послание и приглашает товарища Фрейзер в Москву. Хмурым мартовским днём приезжает австралийка к советскому вождю… После плотного кремлёвского банкета и специального киносеанса он ведёт Джоан к себе в постель. Именно с ней у Сталина проходит последняя ночь его земной жизни.
Представьте себе чувства женщины, у которой в постели умирает любовник. Представьте себе чувства коммунистки, у которой в постели умирает сам Сталин!
Помощники Сталина («три толстяка» — Хрущёв, Берия и Маленков) ободрили несчастную и при помощи «двойного агента» Д. Хойла отправили домой…
А через девять месяцев в семье Фрейзеров произошло пополнение. Юный Джо Уэлч, её сын, был последней надеждой для матери в её стремлении построить на родине коммунизм. Его история и составляет главную канву фильма.
Именно от судьбы этого парня зависел исход политического кризиса, в котором оказалась страна. «Австралия была всего в одной неделе от гражданской войны. И общественность не знала, что на самом деле происходит», — звучит в кадре голос историка доктора Уайлк.
Секретарь департамента Премьер-министра Аллан Майлз был ещё более категоричен: «Политическая паника охватила кабинет. И причиной всему этому был Джо Уэлч».
Отсидев в тюрьме ни за что и заведя семью, «дитя революции» обещает «продолжение банкета»…

## В ролях
- Ф. Мюррей Абрахам — Сталин
- Сэм Нилл — Дэвид Хойл, сотрудник секретной службы
- Ричард Роксберг — Джо Уэлч
- Джуди Дэвис — Джоан Фрейзер
- Стивен Эббот — Маленков
- Пол Ливингстон — Берия
- Деннис Уоткинс — Хрущёв

## Интересные факты
Известный австралийский продюсер Тристрэм Майэлл, который в своё время продюсировал самый кассовый фильм Австралии 90-х годов «Только в танцевальном зале», решил вновь привлечь для работы над новым проектом дебютанта-режиссёра. Единожды удавшаяся схема: замечательный сценарий, хорошие актёры, мудрый и расчётливый продюсер и новичок-постановщик, по мысли руководителей компании «Beyond», должны были принести вновь успех, подобно комедии «Только в танцевальном зале».
Но такого удачного развития событий, как это произошло с проектом «Дети революции», не ожидал никто.
Питер Данкан, режиссёр, прежде занимавшийся документалистикой (он снял неплохие киноленты о Второй мировой войне) и короткометражными фильмами рискнул влезть в художественный кинематограф, да ещё с такой актёрской командой, которую и в Голливуде не на каждой съёмочной площадке увидишь.
Судите сами: обладатель «Оскара»(Ф. Мюррей Абрахам), плюс лучшая актриса Австралии. Плюс «безоскарный», но потрясающий актёр Сэм Нилл, и всё это отдано на откуп молодому, талантливому режиссёру!
Питер Данкан предложил продюсеру сценарий, который за пять лет до того переделал из собственного же рассказика. Продюсер пришёл в восторг. Затем сценарий ходил по кругу среди звёзд. Каждый из них, быстро прочитав его, приходил в неописуемый восторг.
А сюжет Данкану подсказала биография его деда, страстного приверженца коммунистической идеи. Но, как это часто бывает, внуки по-своему понимают биографию дедов, дописывая их историю с позиции нынешнего дня.
Итак, круг актёров определился, и работа пошла полным ходом.
Режиссёр вспоминает:
- «У нас были очень гармоничные взаимоотношения с продюсером. Гораздо сложнее было привыкнуть к тому, что ты работаешь с великими звёздами Голливуда. Они настолько просто и органично вписались в общее дело».

Проблемы были у художника по гриму Терри Райана:
*«Самое сложное было состарить наших героев так, чтобы при этом они потеряли обаяния». Речь шла о том, что события фильма протекают на протяжении более сорока лет!
Картина, попав в предварительный кинопрокат США весной 1997 года, стала рекордсменом по числу кассовых сборов на один киноэкран и продержалась в чартах самых посещаемых лент на протяжении четырёх недель, что для иностранного фильма в США неплохо. Общие кассовые сборы по всему миру превысили 10 миллионов долларов.

### Ф. Мюррей Абрахам, исполнитель ролиСталина
В своей первой работе в Австралии актёр тщательно входил в образ.
- «Моя реакция на сценарий была очень простой»— вспоминает актёр. «Мне хотелось там играть. По многим причинам, но одна из них связывала меня и Россию очень крепко. Я — православный по вероисповеданию. Так что я себя чувствовал себя как дома. Ну и потом, почему бы не побывать хоть немножко в шкуре Сталина?!»

«Вообще, чтобы дать людям понять что-либо, научить их — то лучшего способа, чем через комедию, этого не сделаешь!», — подчеркнул актёр, которого после его звёздной роли в «Амадее» (где он получил «Оскара» за роль Сальери) прочили только на злодейские роли. «Но я-то весёлый человек, я хочу быть весёлым!» — без устали напоминал всем Абрахам. Самый весёлый кадр с участием знаменитого актёра в фильме получился… около его бездыханного тела. Ну и это тоже надо суметь сыграть — труп Генералиссимуса, после, судя по всему, бурной ночи любви.

### Прокат в России
В декабре 1997 года в рамках Московского международного кинорынка прошла премьера фильма в России. Фильм одновременно вышел на видео (дистрибьютор — «Стилан Видео»).
В апреле 2007 года к десятилетию выхода фильма на экраны картина была включена в программу Пятого фестиваля австралийского кино «Другое кино другого континента» (Москва).